# Conservadurismo social
El conservadurismo social o socialconservadurismo es la ideología política que defiende los valores tradicionales, las jerarquías, y las estructuras de poder, por sobre la diversidad social. Los conservadores se organizan a favor del deber, los valores tradicionales y las instituciones sociales establecidas, como las estructuras familiares, los roles de género, el patriotismo nacional, las relaciones sexuales y las tradiciones cristianas.
El conservadurismo social suele ser escéptico ante el cambio social y, en cambio, tiende a apoyar el statu quo en lo que respecta a las cuestiones sociales.
Los conservadores sociales también valoran los derechos de las instituciones religiosas a participar en la esfera pública, por lo que a menudo apoyan el respaldo religioso del gobierno y se oponen al ateísmo estatal y, en algunos casos, se oponen al laicismo.

## Ideas sociales conservadoras
El conservadurismo social es una ideología política de derecha que se opone al progresismo y al liberalismo social. Se centra en la preservación de lo que los adherentes a menudo llaman "valores tradicionales" o "valores familiares", aunque los objetivos aceptados del movimiento a menudo varían entre las organizaciones que comprende, lo que hace que sea difícil generalizar sobre las preferencias ideológicas. Sin embargo, hay una serie de principios generales a los que al menos la mayoría de los conservadores sociales se adhieren, como la oposición al aborto, la oposición a la eutanasia y la oposición al matrimonio entre personas del mismo sexo. El sociólogo Harry F. Dahms sugiere que la derecha cristiana y los conservadores que defienden el derecho a poseer armas forman dos campos ideológicos dentro del conservadurismo social estadounidense.
El Partido Republicano es el partido político más importante de los Estados Unidos con ideales socialmente conservadores incorporados a su plataforma. Los conservadores sociales son más fuertes en el sur, donde son una fuerza política dominante con aspiraciones de traducir esos ideales utilizando la plataforma del partido a nivel nacional. Los partidarios del conservadurismo social desempeñaron un papel importante en las coaliciones políticas de Ronald Reagan y George W. Bush. 

### Dignidad de la vida
El conservadurismo social suele oponerse a las prácticas que impiden o imposibilitan la reproducción humana como el aborto, los métodos anticonceptivos y las esterilizaciones (vasectomía y ligadura de trompas).
Este conservadurismo tiene a su vez interés por que se mantengan las libertades individuales de la democracia representativa, en especial donde estos valores han sido parte de la tradición y la cultura.[cita requerida]
Aunque existen valores en común, a su vez existen diferencias entre los partidos social conservadores, en especial en temas como la defensa o el rechazo al aborto en los que, históricamente, el conservadurismo ha estado en contra de destruir todo tipo de vida humana.[cita requerida]

### Opiniones acerca del matrimonio y la familia
Los socialconservadores promueven una vida afectiva y sexual desarrollada exclusivamente dentro del matrimonio, oponiéndose a cualquier tipo de separación matrimonial, muy en especial al divorcio, con posturas críticas del mismo modo hacia el adulterio y el concubinato. Asimismo, este tipo de conservadurismo suele oponerse a la aplicación y legalización del matrimonio entre personas del mismo sexo así como al derecho de estos a la adopción por ser contrario a la estructura del matrimonio tradicional y a la familia como núcleo unitario de la sociedad. No obstante, existen grupos de conservadores LGBT que se consideran socialconservadores en lo valórico, marcando distancia de los prejucios en torno al denominado «estilo de vida gay». 
También el conservadurismo social apoya la difusión de los valores familiares tradicionales, así como el concepto de moralidad pública respaldando acciones como la prohibición de la venta de drogas y el rechazo institucional a cualquier elemento obsceno o indecente como degradante, con el propósito de mantener el orden público acorde a la "moralidad y las buenas costumbres".
Dentro de las relaciones intrafamiliares, buena parte de estos sectores rechazan la promoción de conceptos como interés superior del niño o autonomía progresiva, defendiendo la idea tradicional de sujeción estricta de los menores a la autoridad de los padres y demás adultos (Adultocentrismo). Critican que el avance de los Derechos del Niño ha debilitado la potestad paterna y conlleva el riesgo de degradación moral de las familias y la sociedad. Por otro lado, algunos sectores defienden la potestad del marido sobre la mujer, en concordancia con su rechazo a cualquier forma de feminismo o de promoción de los derechos de la mujer.

### Religiosidad
La religión juega un papel importante en la construcción del conservadurismo social. En primer lugar, las personas que tienen creencias religiosas son más propensas a adherirse a los valores transmitidos por el conservadurismo social. Luego, además de sus orígenes religiosos, el conservadurismo social está a favor de una cierta aplicación de las enseñanzas religiosas a la política. Finalmente, los conservadores sociales mencionan con frecuencia la libertad religiosa para defender sus causas, especialmente en lo que respecta a la oposición al matrimonio entre personas del mismo sexo. En este contexto, el argumento de la libertad de religión sirve para defender un “espacio de conciencia personal impermeable a la intervención del Estado”.

### Defensa de la cultura y las costumbres
A diferencia de los conservadores fiscales, los conservadores sociales están especialmente preocupados por la violación de los costumbres a las que se adhieren. Por lo tanto, los defensores de esta ideología tienden a apoyar la imposición de medidas punitivas o agresivas contra los infractores. Esta tendencia puede expresarse mediante la imposición de penas de prisión más severas, o incluso el uso de la pena de muerte en función de los crímenes cometidos. Los conservadores sociales también son más propensos a apoyar actos de agresión militar para defender su cultura occidental. La política exterior respaldada por algunos conservadores sociales hace hincapié en el “poder duro”, o las fuerzas armadas, para poder actuar contra los enemigos potenciales. De manera más general, la defensa de las costumbres a veces se acompaña de una mayor intolerancia hacia los individuos o grupos que no se adhieren a ellas.

## Dentro de Estados Unidos
El conservadurismo social en los Estados Unidos es una ideología política centrada en la preservación de los valores y creencias tradicionales. Se centra en una preocupación por los valores morales y sociales que los defensores de la ideología ven como degradados en la sociedad moderna por el liberalismo moderno. En los Estados Unidos, una de las mayores fuerzas del conservadurismo social es la derecha cristiana.
Los conservadores sociales en los Estados Unidos generalmente adoptan posturas fundamentalistas, familiaristas y moralistas sobre cuestiones sociales. Esto se ejemplifica por su oposición al aborto, oposición al feminismo, apoyo a los valores familiares tradicionales, oposición a la pornografía, apoyo a la educación sexual solo por abstinencia, oposición a los derechos LGBT, apoyo a la oración escolar, apoyo a los vales escolares, apoyo a las leyes dominicales, oposición a los juegos de azar, y oposición al consumo de drogas recreativas, entre otros.
Como muchos de ellos son religiosos, especialmente fundamentalistas cristianos los conservadores sociales presionan para que se refuercen las tradiciones cristianas como una guía para el país en cuestiones sociales. Esto incluye la defensa de la presencia de la religión dentro de la esfera pública, como la exhibición de estatuas judeocristianas en general y especialmente durante la Navidad y la Pascua, así como el apoyo a la presencia de la religión en el sistema educativo, junto con el respaldo de las escuelas parroquiales, ya que los conservadores sociales creen que "la religión es la base más firme para el desarrollo moral que los estudiantes necesitan para convertirse en ciudadanos productivos y respetuosos de la ley". 
Como término, el conservadurismo social describe posturas conservadoras sobre cuestiones socioculturales como el aborto, el matrimonio entre personas del mismo sexo y la oración escolar, a diferencia de lo que se denomina liberalismo cultural. Un conservador social en este sentido está más cerca del significado del conservadurismo cultural que el conservadurismo social europeo más amplio y puede tener varios puntos de vista diferentes sobre la política fiscal.

## Críticas
El conservadurismo social es cuestionado por distintas filosofías políticas y sociales, tanto de la derecha como de la izquierda.
- Libertarismo: los libertarios por lo general critican que el conservadurismo violenta los derechos individuales de los seres humanos y limita la libertad que promueve el libertarismo. Para los libertarios, toda persona debería ser libre de tomar sus propias decisiones privadas mientras no lastime a nadie, todas las formas de familias deberían tener la misma protección y valor y no solo la tradicional, todas las parejas deberían tener los mismos derechos y no solo las heterosexuales, todas las religiones deberían ser tratadas igual y no solo la mayoritaria, etc.[27] En general los liberales aducen que clasificar diversos tipos de parejas, familias, etc., como superiores a otras según criterios morales o religiosos que no todos comparten violenta los derechos individuales e imponen límites a la libertad individual.[27] Prácticas como la homosexualidad no deberían ser prohibidas mientras todos los involucrados den consenso. Los libertarios de muchos países también están al favor del aborto al considerarlo un derecho individual de la mujer y de la legalización de las drogas recreativas para uso personal, especialmente la marihuana.
- Socialdemocracia: por lo general los socialdemócratas y los socialistas buscan vivir en sociedades laicas y muchos de los preceptos que defiende el conservadurismo pueden tener una inspiración religiosa.[28] Para los socialistas el orden social tradicional que explota a las masas obreras y a las clases más desposeídas suele sostenerse sobre valores tradicionales conservadores que, a su vez, también discriminan a grupos humanos vulnerables como las mujeres, las familias conformadas por madres solteras y las personas homosexuales, haciendo que en muchos casos terminen en desventajas económicas y riesgo social.[28] El apoyo al aborto, al menos en ciertas circunstancias, es también común en muchos partidos políticos socialistas especialmente en Europa. Es importante destacar, sin embargo, que si bien muchos grupos socialistas y socialdemócratas han hecho suyas luchas y reivindicaciones feministas y LGBT, esto ha sido más común en Occidente pues en Oriente diversos regímenes socialistas como el de la Unión Soviética, la República Popular de China, Camboya, Europa del Este, etc.,[29] han sido socialmente conservadores y guardado posiciones hacia homosexuales, mujeres, aborto y el matrimonio virtualmente idénticas a la de los conservadores de la derecha occidental, aun siendo socialistas en lo económico (véase Socialismo y derechos LGBT).[30]
- Anarquismo; el anarquismo considera que las posturas conservadoras son autoritarias, ya que establece una serie de normas morales que deben ser, a criterio de los conservadores, seguidas por toda la sociedad aunque no las compartan. El anarquismo se asemeja al liberalismo, especialmente al libertario, en la postura de que el individuo debería ser libre de realizar lo que considere pertinente mientras sea de manera consensual para todos los involucrados y que el Estado no debería ejercer autoridad sobre las personas en aspectos sociales o morales.[31][32]